# NGC 1466
NGC 1466 è un ammasso globulare nella costellazione australe dell'Idra Maschio.
È individuabile pochi gradi a nord della stella γ Hydri; si tratta di un ammasso molto isolato, probabilmente orbitante a grande distanza attorno alla Grande Nube di Magellano. Al suo interno sono state scoperte un gran numero di variabili RR Lyrae, ben 43, le più brillanti delle quali sono di magnitudine 19; dallo studio di queste e di altre stelle emerge che l'ammasso ha un'età di circa 13 miliardi di anni. NGC 1366 dista da noi circa 158 000 anni luce.